# Jesinskaja
Jesinskaja (ros. Есинская) – wieś w Rosji, w rejonie wożegodskim obwodu wołogodzkiego. W 2010 r. liczyła 14 mieszkańców.